# 점촌역
점촌역(Jeomchon station, 店村驛)은 경상북도 문경시 점촌동에 위치한 경북선과 문경선의 철도역이다.
경북선에서 문경선이 분기하는 역으로 경북선을 운행하는 모든 무궁화호가 정차한다. 문경 시내에 있어서 경북선에서 상주역과 함께 이용 승객이 많다.

## 철도문화 체험
2006년 7월 한국철도공사 지사제 발족 당시 상주역이 그룹대표역으로 지정되었으나, 업무 효율과 핵심 사업 실행, 현장중심의 경영체제 확립을 위한 조직개편으로 2009년 9월 각 지사가 지역 본부로 축소되면서, 그룹대표역에서 보통역으로 격하되었다. 이후 점촌역이 그룹대표역으로 승격되면서 상주역이 관리하던 역을 관할하도록 변경되었다.
2008년 5월 코레일 경북남부지사가 석탄산업의 사양화와 다른 교통 수단의 발달로 열차 운행이 줄어든 경북선의 활성화를 위해 점촌역을 ‘체험 테마역’으로 조성하기로 하고 작업에 나섰다. 그 결과 한산하던 점촌역 구내에 코스모스를 대거 심고 풍차방앗간과 스머프마을 등의 포토존, 허수아비, 시(詩) 나무 등을 설치하였다. 이와 더불어 강아지 ‘아롱이’와 ‘다롱이’를 명예 역장과 부역장으로 임명하고, 기차놀이 등의 다양한 체험프로그램도 마련한 뒤 그해 8월부터 역사를 일반인에게 개방하였다.
2009년 6월에는 수색역에 유치되어 있던 증기 기관차 901호를 옮겨 전시하기 시작하였다. 동시에 퇴역한 디젤기관차 7217호와 함께 역 구내에 전시하였다. 그러나 이 증기 기관차가 2012년 2월 28일 다시 중앙선 풍기역으로 이동하였고, 7217호 디젤 기관차는 고철 매각되었다. 이후 2012년 11월 23일 내구연한이 만료된 동차형 새마을호 140호가 점촌역으로 이동되어 한동안 전시되었으나, 2018년 6월 고철 매각되었다.

## 역명 유래
1829년경 옹기와 기와를 굽는 장인들이 많이모여 옹기점·기와점이 생기고 또한 점방이 늘고 상인들의 왕래가 많아짐에 따라 "점마"라고 불렀으며 1906년 행정구역 개편때 점촌이라고 칭한데서 비롯되었다.

## 연혁
- 1924년 12월 25일 : 보통역으로 영업 개시[1]
- 1955년 9월 15일 : 가은선 전 구간 개통
- 1966년 1월 27일 : 점촌 - 예천 구간 개통
- 1969년 6월 11일 : 현 역사 신축 이전[2]
- 1969년 6월 20일 : 문경선 전 구간 개통
- 1976년 6월 1일 : 4급역에서 3급역으로 승격[3]
- 1993년 10월 22일 : 주평역을 대신해 무연탄 도착화물취급역 지정[4]
- 1996년 8월 1일 : 소화물 취급 중지[5]
- 2019년 1월 1일 : 경북선 열차시간표 개편과 함께 무궁화호 하루 왕복5회 정차
- 2020년 3월 2일 : 경북선 · 영동선 상행 강릉 방면에서 동해 방면으로 변경
- 2020년 12월 31일 : 화물 취급 중지[6]

## 승강장
| ↑주평 ↑용궁        |
| \| １２ \| ３４ \| |
| 함창↓              |

1번과 2번 타는 곳은 문경선 타는 곳으로 사용되지 않으며, 역사에는 언급되지 않고 빈 승강장만 존재한다.
| 3 | 경북선 상행 | 무궁화호 | 영주 방면 |
| 4 | 경북선 하행 | 무궁화호 | 김천 방면 |

## 교통
역 앞에 점촌역 공영주차장이 있다.
버스를 이용하려면, 도보 5분거리에 있는 GS마트/점촌농협 정류장까지 걸어가야 이용할 수 있다.
역 앞에 택시승강장이 있어 택시를 이용하기 수월하다.

## 사진

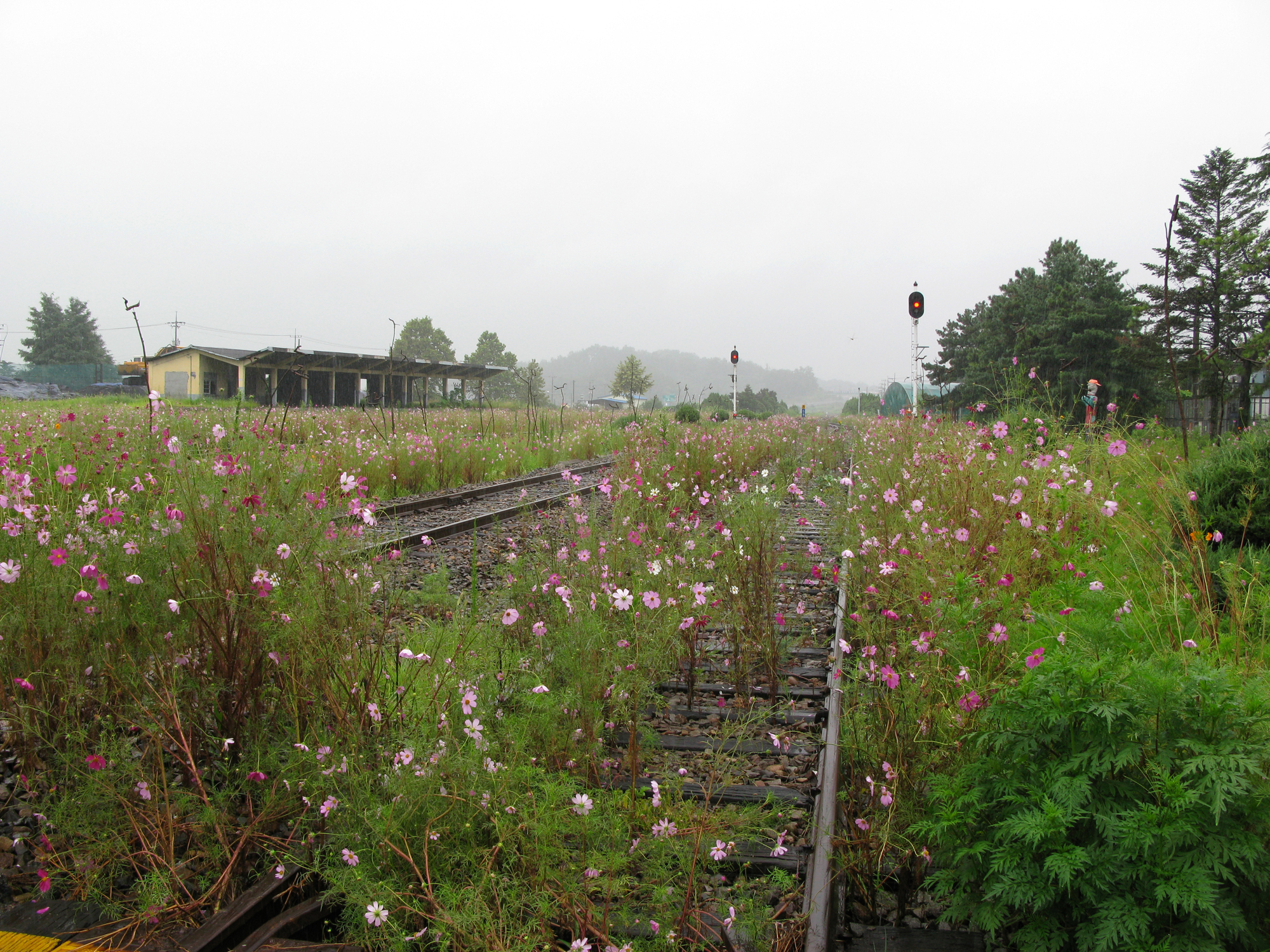
김천 방면
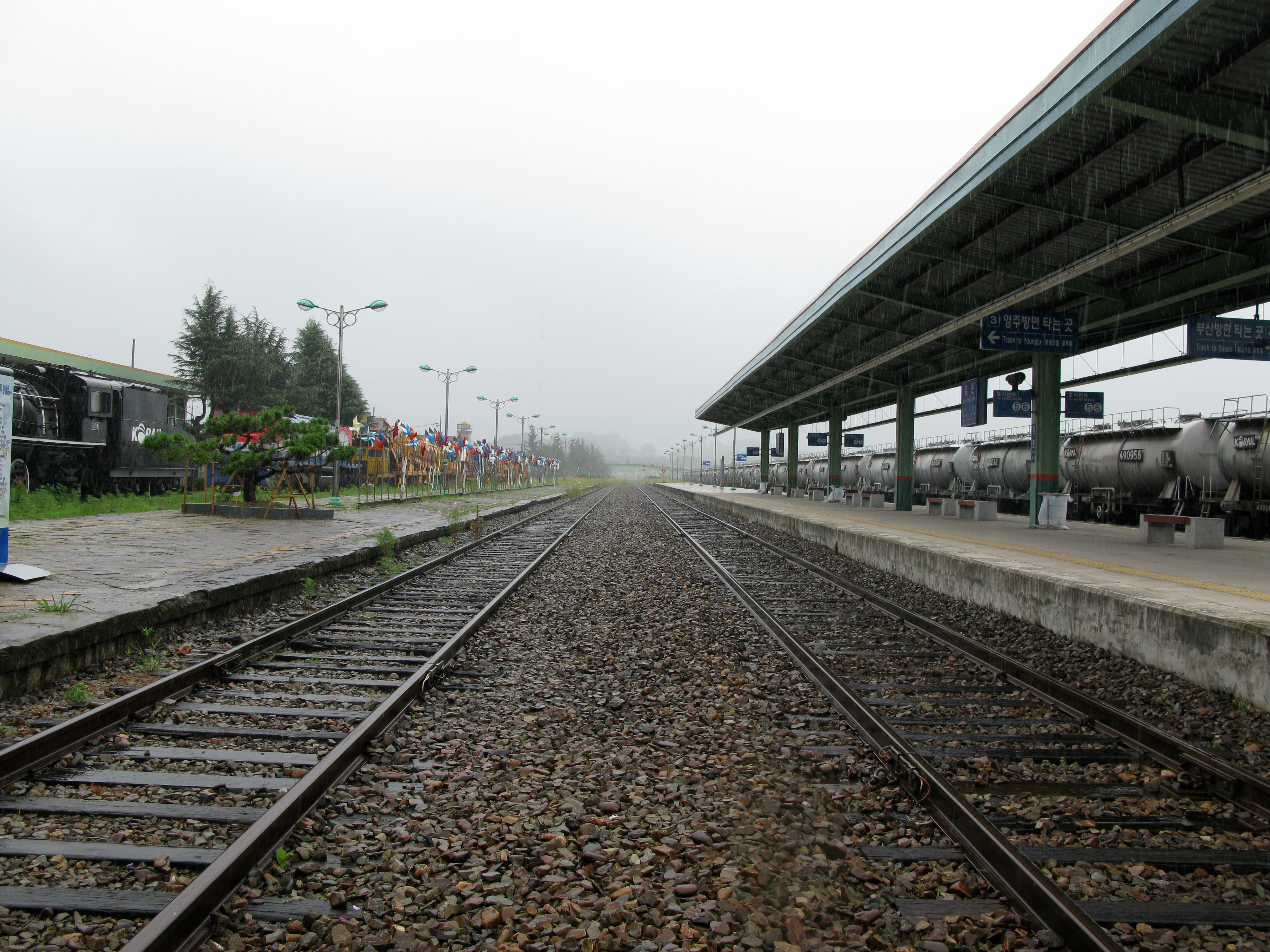
승강장
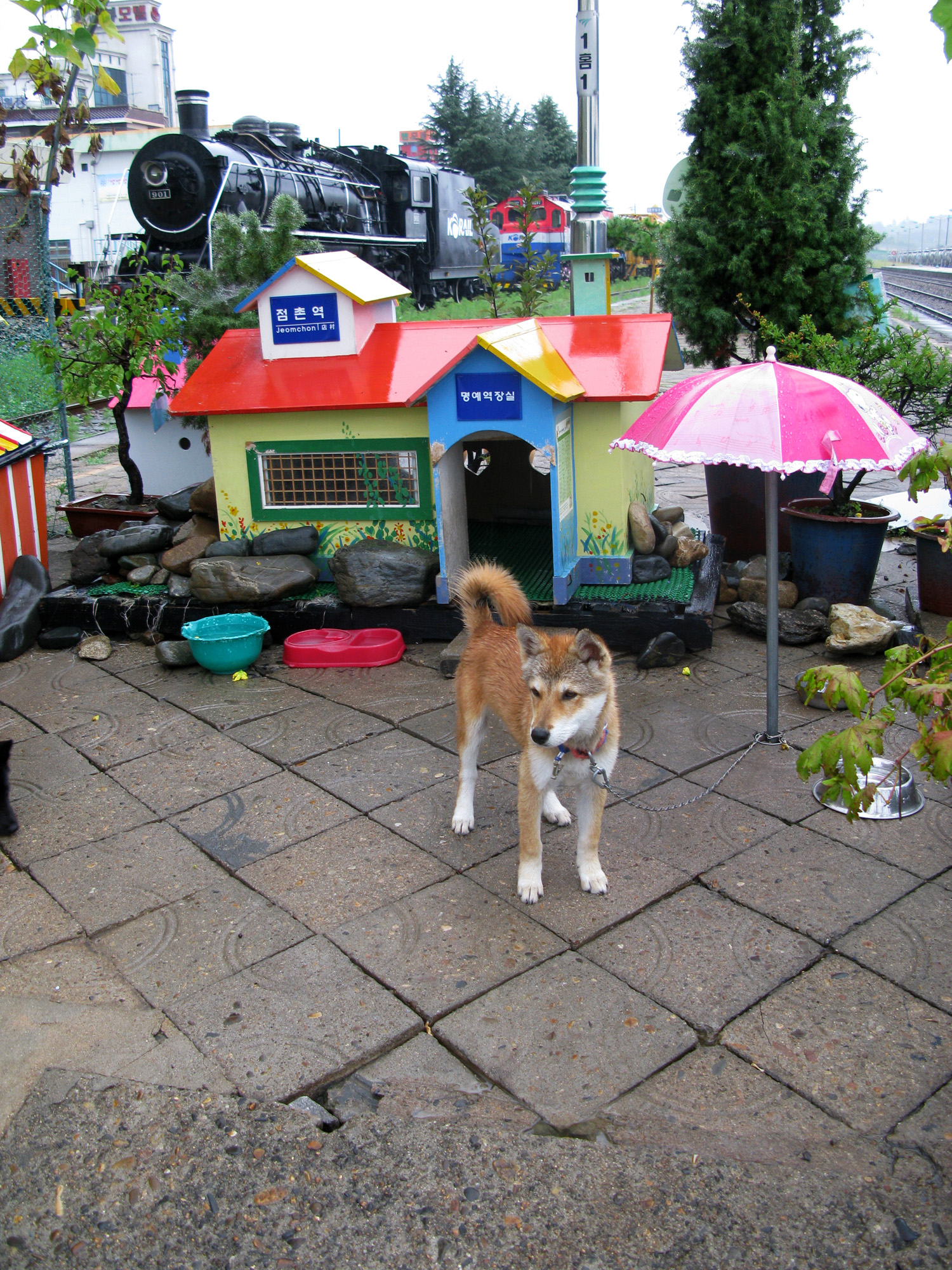
명예역장
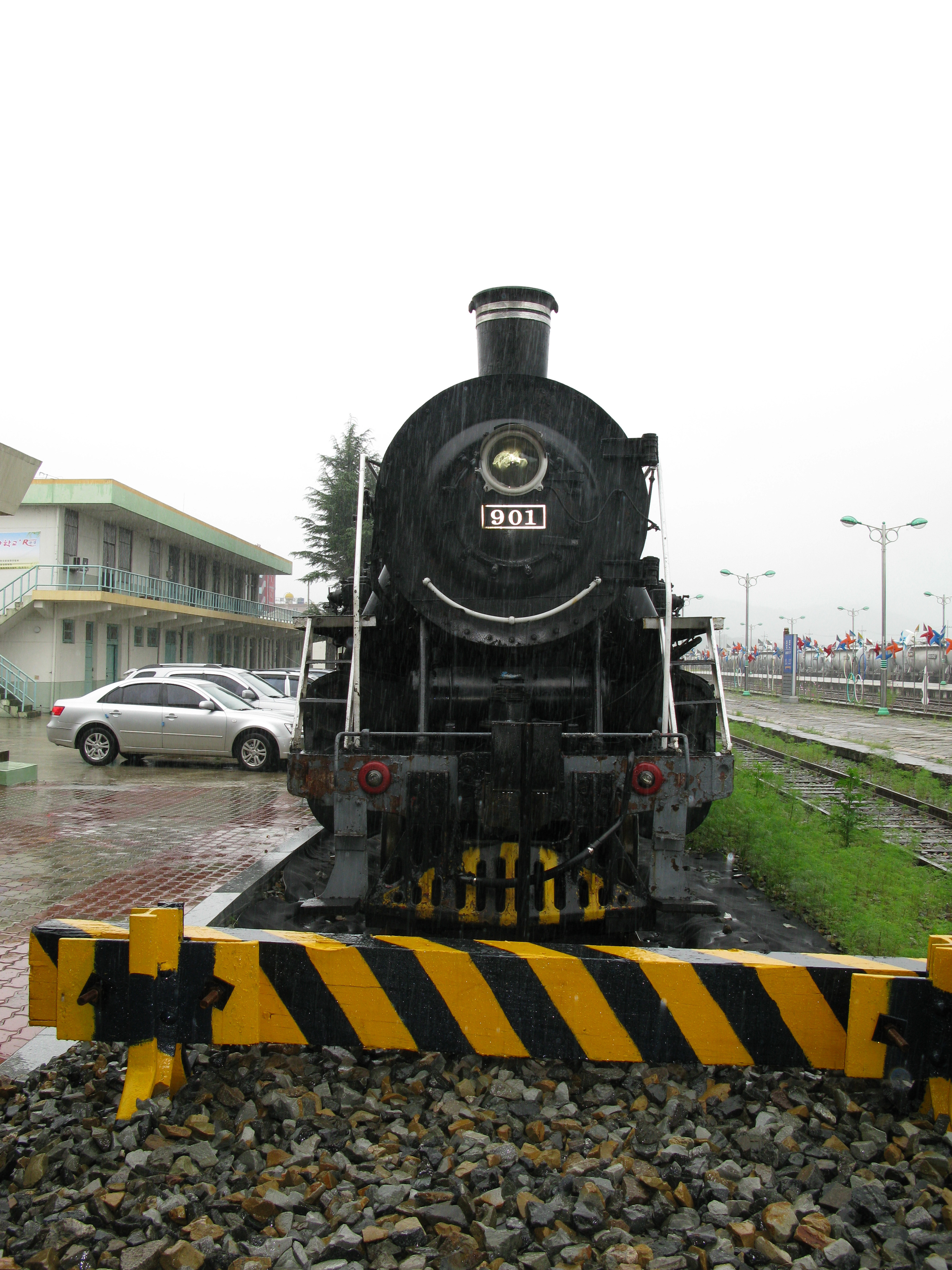
정태보존된 901호 증기 기관차 (현재는 풍기역으로 옮겨졌다.)
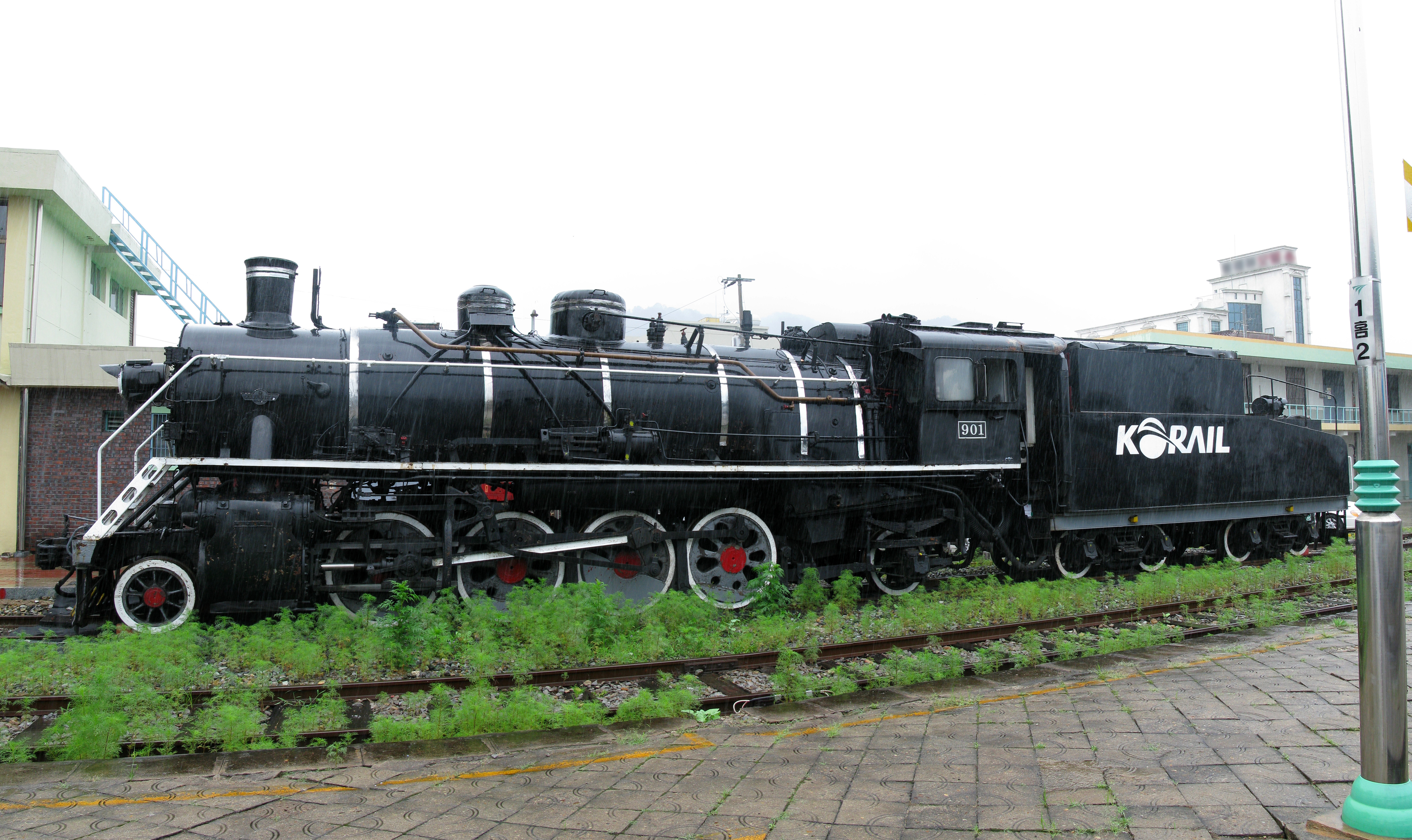
정태보존된 901호 증기 기관차 (현재는 풍기역으로 옮겨졌다.)
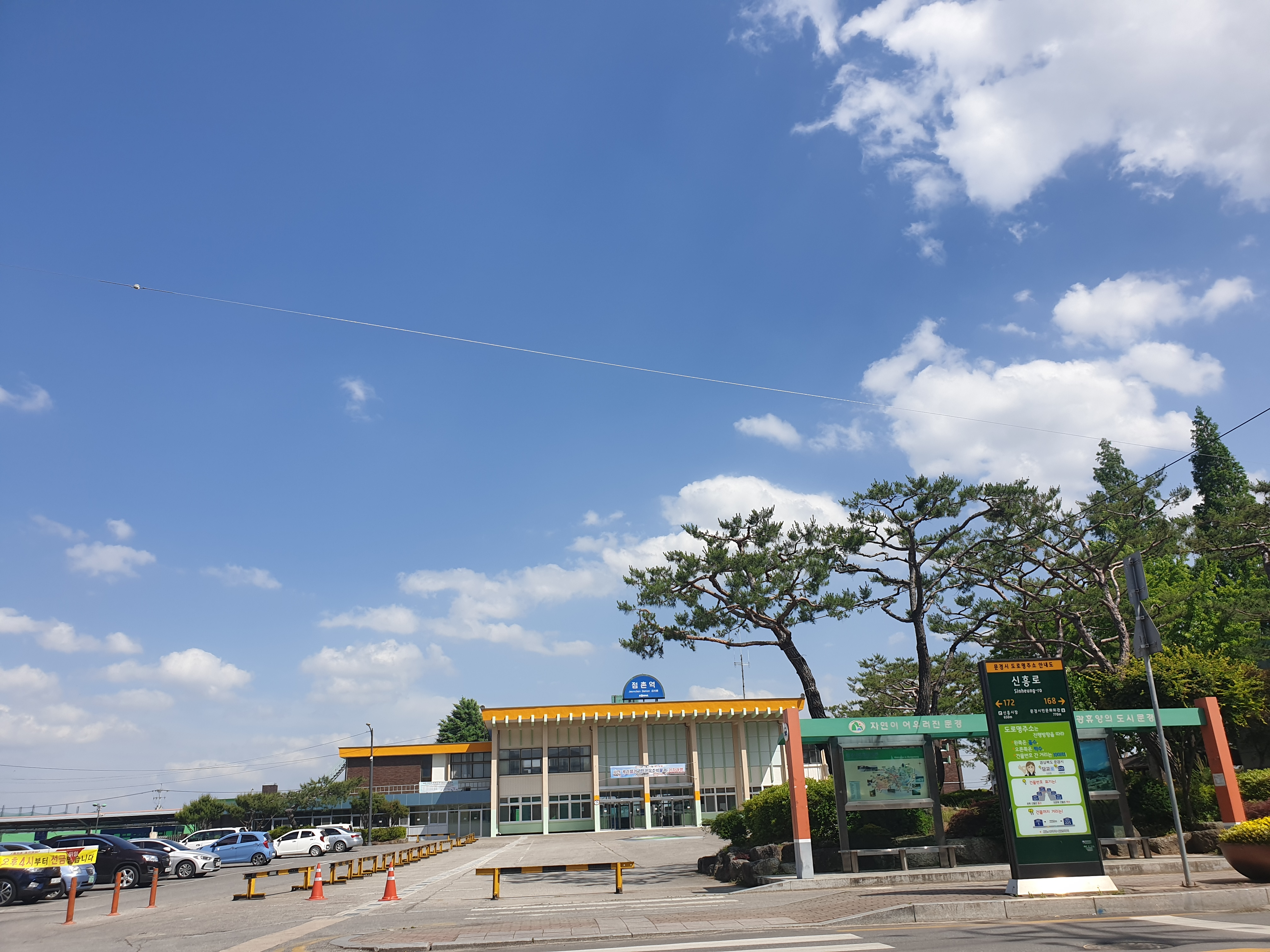
2019년 5월 점촌역

## 인접한 역
| 경북선         | 경북선          | 경북선         |
| -------------- | --------------- | -------------- |
| 용궁 영주 방면 | 무궁화호 경북선 | 함창 김천 방면 |